# Чжан Шоучэн
Чжан Шоучэ́н (кит. упр. 张首晟, пиньинь Zhāng Shǒuchéng, 15 февраля 1963 — 1 декабря 2018) — американский физик китайского происхождения, один из основоположников нового направления физики конденсированного состояния — физики топологических изоляторов. Член Национальной академии наук США (2015), иностранный член Китайской академии наук (2013).

## Биография
Чжан родился в 1963 году в Шанхае в семье инженеров. Практически пропустив обучение в старших классах школы, уже в 1978 году он поступил в Фуданьский университет, а в 1980 году отправился на учёбу в Свободный университет Берлина, где получил диплом физика в 1983 году. Затем он переехал в США и поступил в аспирантуру Университета штата Нью-Йорк в Стоуни-Брук, где в 1987 году защитил докторскую диссертацию по супергравитации под руководством Петера ван Ньивенхёйзена. К этому времени по совету Янг Чжэньнина Чжан переключился на физику конденсированного состояния, начав работу в этом направлении под началом Стивена Кивелсона. С 1987 по 1989 год он работал постдоком в группе Дж. Роберта Шриффера в Калифорнийском университете в Санта-Барбаре, затем в исследовательском центре IBM в Сан-Хосе, а в 1993 году присоединился к физическому факультету Стэнфордского университета, где трудился до конца жизни (сначала доцентом, а с 2004 года — профессором). В 2003 году Чжан стал содиректором IBM-Stanford Center for Spintronics Science and Application Center. В 2013 году он стал сооснователем компании DHVC, которая занимается венчурным финансированием технологических стартапов.
Жена Чжана Барбара, с которой он был знаком с детства, работала программистом в компании IBM. У них было двое детей — Брайан и Стефани.
1 декабря 2018 года, после периода депрессии и бессонницы, учёный покончил с собой.

## Научная деятельность
Работы Чжана посвящены физике конденсированного состояния. В конце 1980-х годов он разработал модель дробного квантового эффекта Холла, основанную на эффективной теории поля. 
Позже его теоретические исследования позволили выявить ряд ключевых особенностей так называемых топологических изоляторов, в частности так называемую инверсию запрещённой зоны (англ. band inversion), которая при определённых условиях переводит обычный изолятор в топологический. Он также предложил классификацию топологических изоляторов. В 2006 году Чжан с соавторами предсказал топологический фазовый переход в квантовых ямах на основе полупроводника теллурида ртути и в следующем году принял участие в экспериментальном подтверждении данного предсказания. Проводимость поверхностного слоя этого первого топологического изолятора обусловлена квантовым спиновым эффектом Холла.
В последние годы Чжан исследовал возможность наблюдения в топологических системах так называемых майорановских фермионов. Согласно его предположению, такие экзотические квазичастицы могут наблюдаться на поверхности топологических сверхпроводников, находящихся в контакте с другими топологическими изоляторами — на основе квантового аномального эффекта Холла. В работах группы Чжана изучалась возможность использования таких майорановских состояний для проведения эффективных квантовых вычислений.

## Избранные публикации
- Zhang S.-C., Hansson T.H., Kivelson S. Effective-Field-Theory Model for the Fractional Quantum Hall Effect // Physical Review Letters. — 1989. — Vol. 62. — P. 82-85. — doi:10.1103/PhysRevLett.62.82.
- Zhang S.-C. A Unified Theory Based on SO(5) Symmetry of Superconductivity and Antiferromagnetism // Science. — 1997. — Vol. 275. — P. 1089-1096. — doi:10.1126/science.275.5303.1089.
- Bernevig B.A., Zhang S.-C. Quantum Spin Hall Effect // Physical Review Letters. — 2006. — Vol. 96. — P. 106802. — doi:10.1103/PhysRevLett.96.106802.
- Bernevig B.A., Hughes T.L., Zhang S.-C. Quantum Spin Hall Effect and Topological Phase Transition in HgTe Quantum Wells // Science. — 2006. — Vol. 314. — P. 1757-1761. — doi:10.1126/science.1133734.
- König M., Wiedmann S., Brüne C., Roth A., Buhmann H., Molenkamp L.W., Qi X.-L., Zhang S.-C. Quantum Spin Hall Insulator State in HgTe Quantum Wells // Science. — 2007. — Vol. 318. — P. 766-770. — doi:10.1126/science.1148047.
- Qi X.-L., Hughes T.L., Zhang S.-C. Topological field theory of time-reversal invariant insulators // Physical Review B. — 2008. — Vol. 78. — P. 195424. — doi:10.1103/PhysRevB.78.195424. — arXiv:0802.3537.
- Zhang H., Liu C.-X., Qi X.-L., Dai X., Fang Z., Zhang S.-C. Topological insulators in Bi2Se3, Bi2Te3 and Sb2Te3 with a single Dirac cone on the surface // Nature Physics. — 2009. — Vol. 5. — P. 438–442. — doi:10.1038/nphys1270.
- Qi X.-L., Zhang S.-C. Topological insulators and superconductors // Reviews of Modern Physics. — 2011. — Vol. 83. — P. 1057–1110. — doi:10.1103/RevModPhys.83.1057. — arXiv:1008.2026.

## Награды
- Стипендия Гуггенхайма (2007)
- Премия Гумбольдта (2009)[9]
- Премия Еврофизика (2010)
- Медаль Дирака (2012)
- Премия Оливера Бакли (2012)
- Премия по фундаментальной физике (2013)
- В 2014 году медиакомпания «Thomson Reuters» включила Чжан Шоучэна в свой список наиболее вероятных кандидатов на получение Нобелевской премии
- Медаль Бенджамина Франклина (2015)